# Eastern Washington University
Die Eastern Washington University (auch EWU oder Eastern genannt) ist eine staatliche Universität in Cheney im US-Bundesstaat Washington. Sie betreibt eine weitere Außenstelle in Spokane und wird momentan von 12.130 Studenten besucht. Die Mannschaften der Sportabteilung treten in der Big Sky Conference an.

## Allgemeines
Die Universität wurde 1882 von Benjamin Pierce Cheney gegründet. Zur Hochschule wurde die Institution allerdings erst nach Ende des Zweiten Weltkriegs. Im Jahre 1977 erhielt das damalige Eastern Washington State College durch die Regierung des Bundesstaates Washington ihren heutigen Namen. Acht Jahre später eröffnete die Hochschule in Kooperation mit der Washington State University eine Fakultät in Spokane, welche bis heute besteht. Des Weiteren gibt es Fakultäten für die Fachbereiche Arts and Letters, Business and Public Administration, Science, Health and Engineering, und Social & Behavioral Sciences and Social Work. Anderen Außenstellen gibt es nicht nur in Spokane, sondern auch in Bellevue, Everett, Kent, Seattle, Shoreline, Tacoma, Vancouver und Yakima.

## Sport

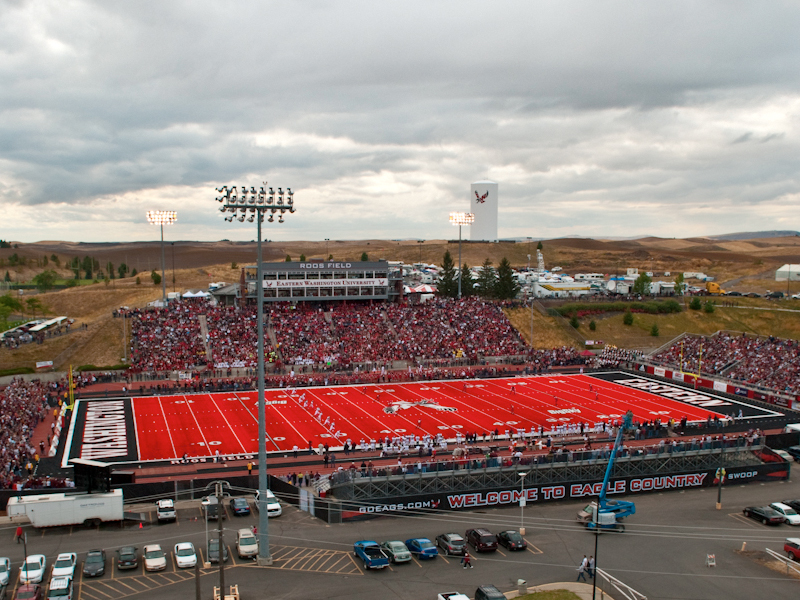
Das Footballstadion der Eagles

Die Sportteams der EWU heißen Eastern Washington Eagles. Die Teams gehören der Big Sky Conference an und treten in den Wettbewerben der NCAA Division I an. Die landesweit bekanntesten Mannschaften sind das Footballteam, das seine Spiele im Roos Field austrägt und das Basketballteam, welches seine Spiele im Reese Court austrägt. Im Roos Field trugen zudem die Seattle Seahawks von 1997 bis 2006 ihre Saisonvorbereitung aus. Die größten Rivalen der Eagles sind die Montana Grizzlies von der University of Montana und die Portland State Vikings von der Portland State University.

## Berühmte Absolventen
- Elizabeth Cook-Lynn (1930–2023), indigene Schriftstellerin
- Chris Crutcher (* 1946), Schriftsteller
- Thomas Hampson (* 1955), Opernsänger
- Todd McFarlane (* 1961), Comiczeichner
- Rodney Stuckey (* 1986), Basketballspieler
- Cooper Kupp (* 1993), Footballspieler
- Kendrick Bourne (* 1995), American-Football-Spieler